# Alvis
Alvis est une marque d’automobiles produites par Alvis Car and Engineering Company Ltd., basée à Coventry, en Angleterre. La marque a existé de 1919 à 1967. La firme assemblait aussi des véhicules militaires et des moteurs d’avion. Sa production militaire a continué longtemps après la fin de sa production civile. Les premières voitures étaient carrossées par Cross & Ellis. En 1965, Alvis est repris par Rover.

## Véhicules produits
- Alvis Speed 20 (en)
- Alvis Speed 25
- Alvis TA 14
- Alvis TA 21 (en)
- Alvis TB 14
- Alvis TB 21
- Alvis TC 21
- Alvis TC 108G (en)
- Alvis TD 21 (en)
- Alvis TE 21 (en)
- Alvis TF 21 (en)
- Combat Vehicle Reconnaissance (Tracked)

## Galerie photographique

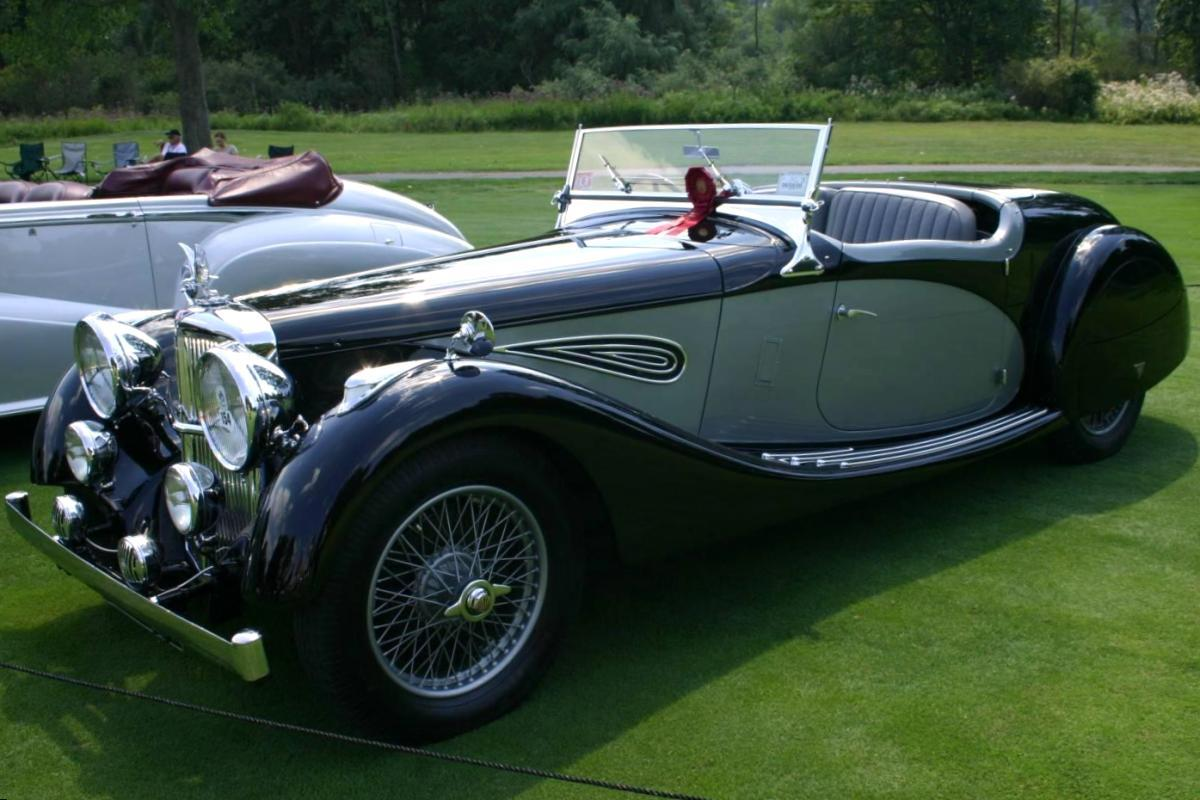
Une Alvis Speed 25 Roadster de 1937, carrossée par Offord

## Source
- (en) Cet article est partiellement ou en totalité issu de l’article de Wikipédia en anglais intitulé « Alvis Car and Engineering Company » (voir la liste des auteurs).